# Конопляне
Конопля́не (кол. Розенфельд, Євгеніївка, Амосіївське) — село Коноплянської сільської громади в Березівському районі Одеської області в Україні. Населення становить 1707 осіб. Адміністративний центр Коноплянської сільської громади.

## Історія
Засноване 1842 року при річці Великий Куяльник переселенцями з Воронезької губернії. У містечку була православна церква, школа, лавка, паровий млин, базари. Головне заняття мешканців — землеробство. У 1886 році містечко Євгеніївка входило до складу Євгенівської волості та було її центром. Налічувало 253 особи та 55 дворів.  
У 1893 році — 105 дворів та 525 мешканців.  
Станом на 1 січня 1926 року входило до складу Тарасо-Шевченківського району Одеської округи. У селі був млин, орендарі Шварман і Вакс (б. Корчева), де працювало 2 робітника.  
Під час Голодомору 1932—1933 років помер щонайменше 1 житель села.

## Населення

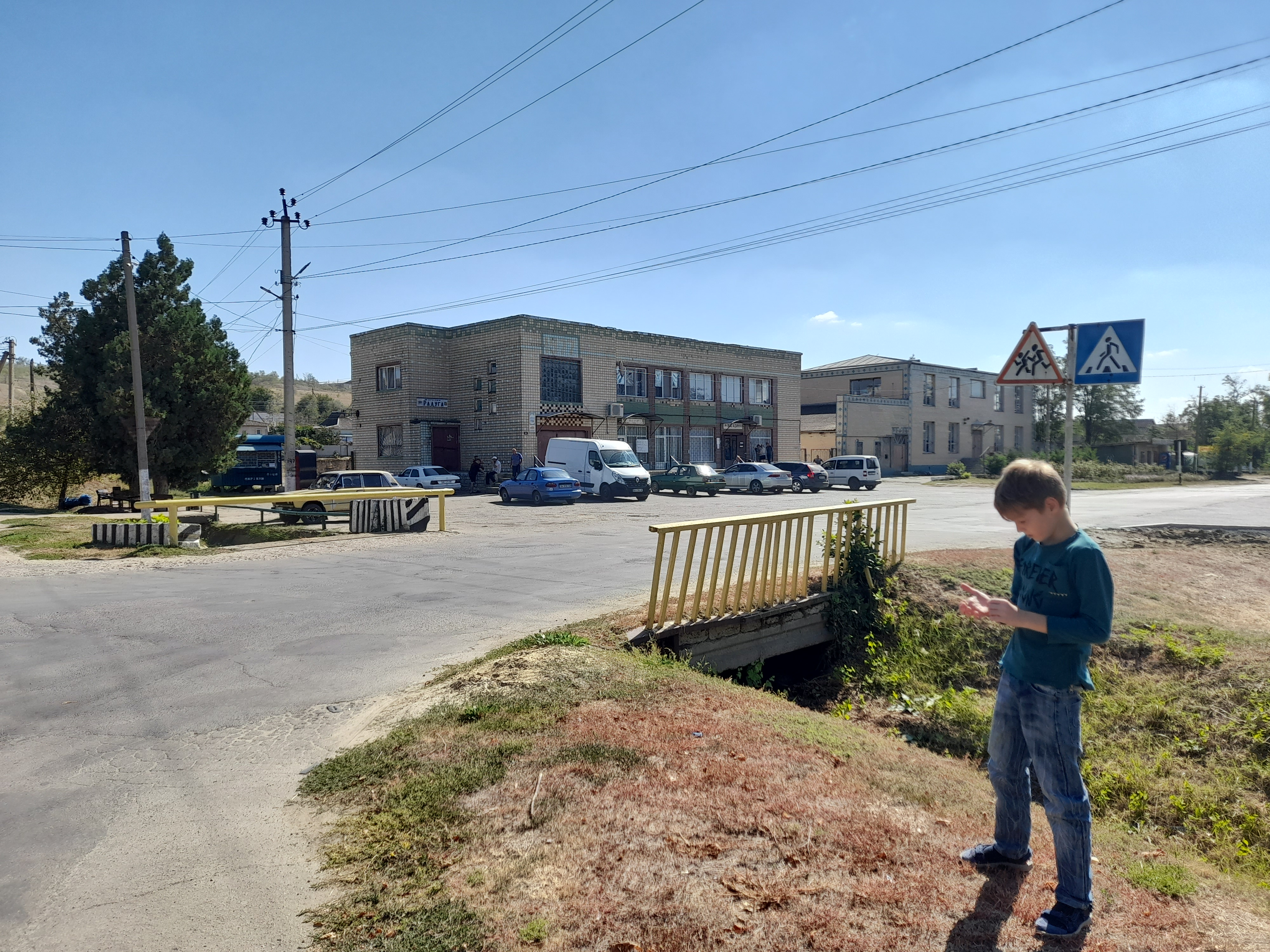
Центр села

Згідно з переписом 1989 року населення села становило 1562 особи, з яких 714 чоловіків та 848 жінок. За переписом населення 2001 року в селі мешкало 1685 осіб.

### Мова
Розподіл населення за рідною мовою за даними перепису 2001 року:
| Мова       | Відсоток |
| ---------- | -------- |
| українська | 90,86 %  |
| російська  | 5,8 %    |
| гагаузька  | 1,05 %   |
| вірменська | 0,88 %   |
| румунська  | 0,76 %   |
| болгарська | 0,64 %   |

## Уродженці села
- Жаборюк Анатолій Андрійович — літературознавець, мистецтвознавець, професор.

## Галерея

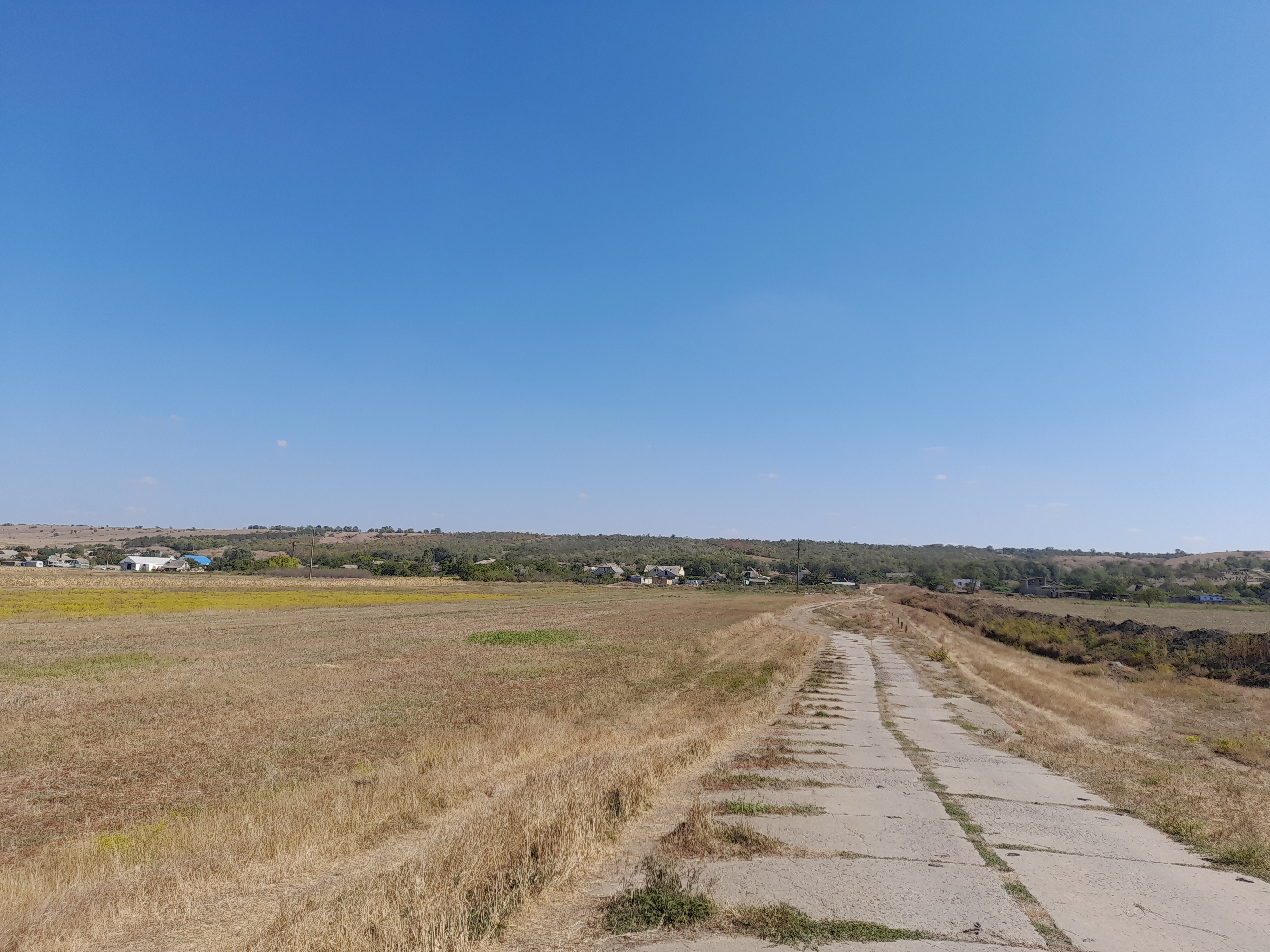
Вигляд на село
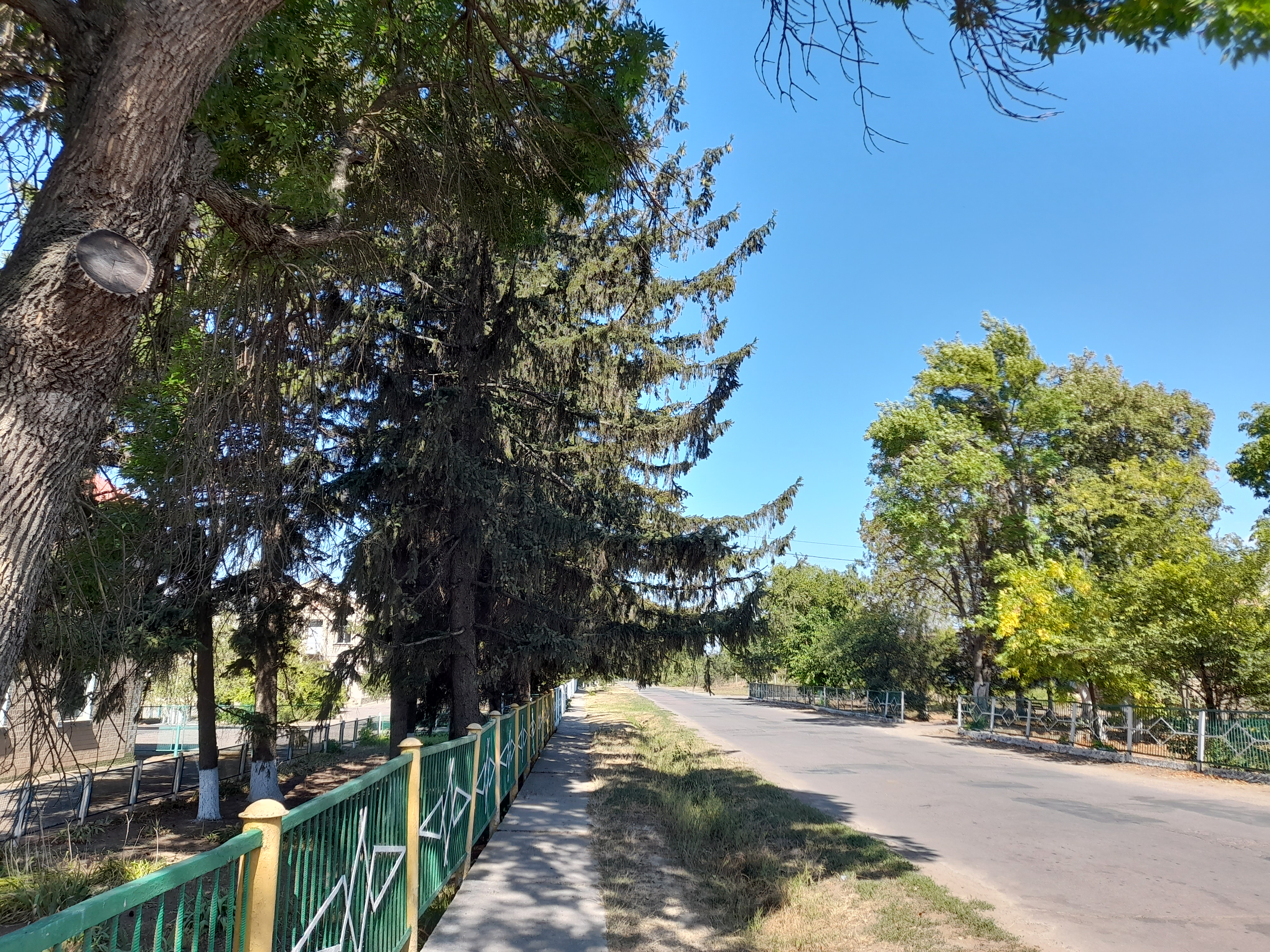
Вулиці села
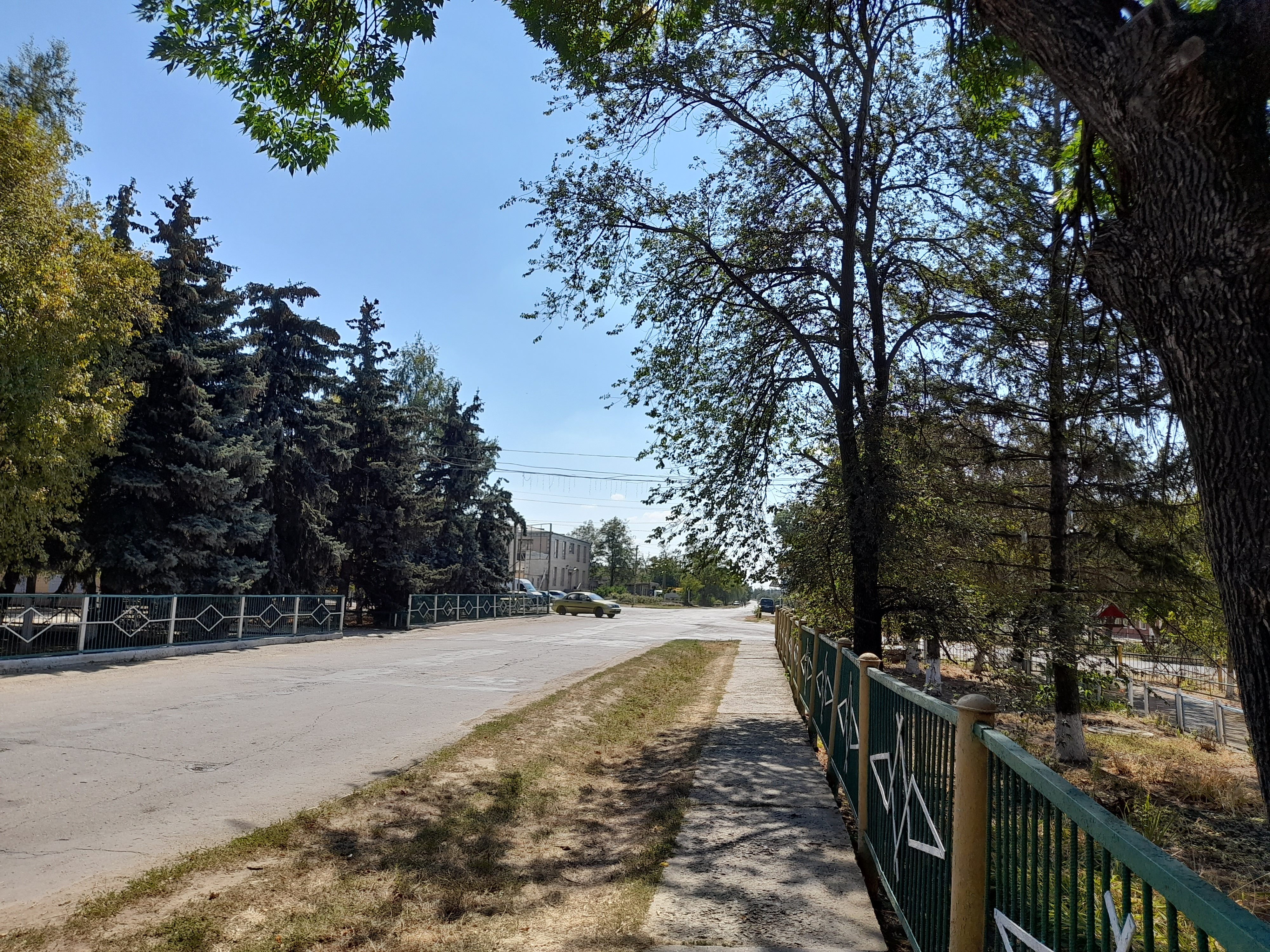
Вулиці села
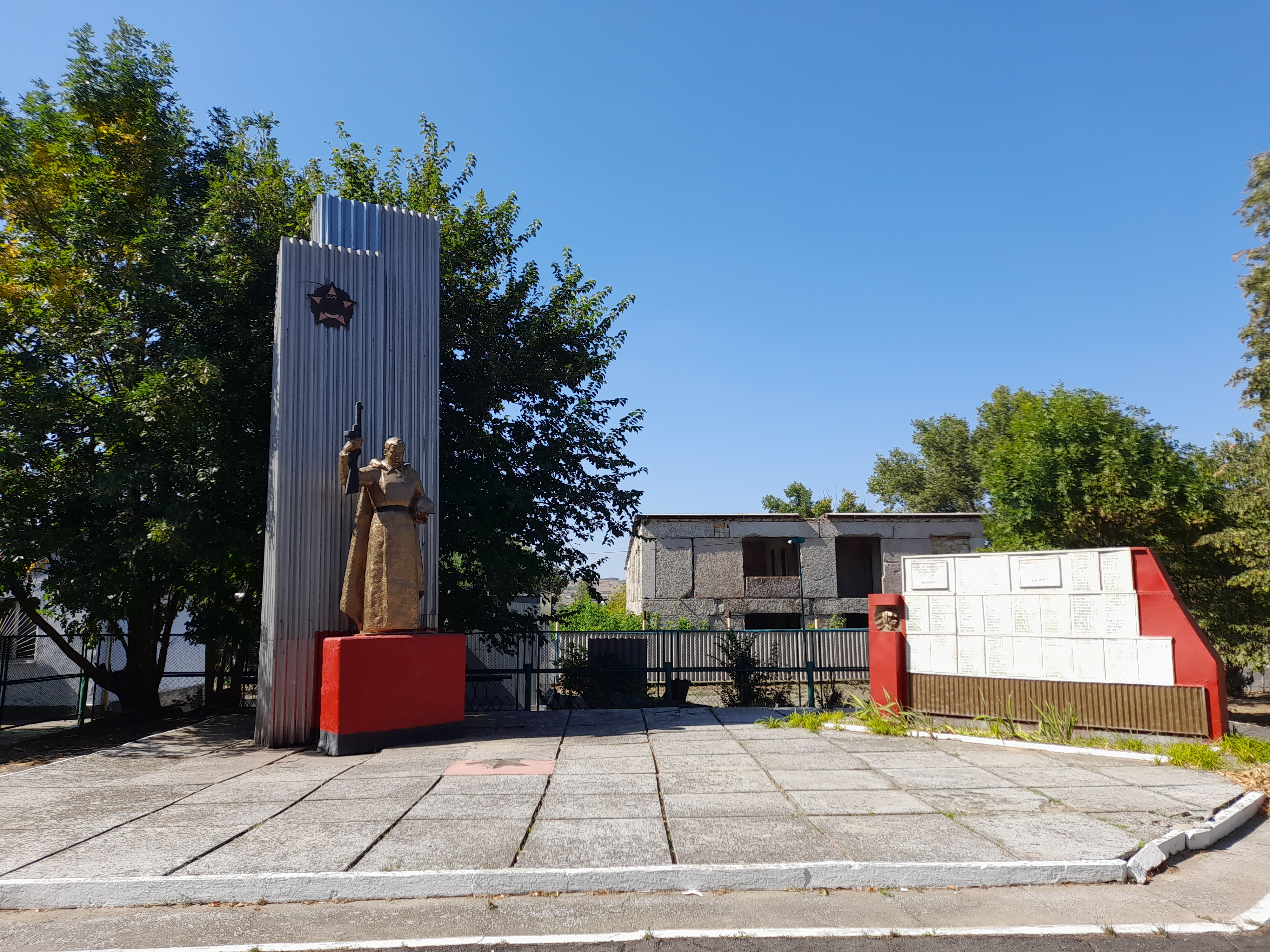
Братська могила радянських воїнів